# Manspach
Manspach là một xã ở tỉnh Haut-Rhin trong vùng Grand Est ở đông bắc Pháp. Xã này có diện tích 5,33 km², dân số năm 1999 là 519 người. Khu vực này có độ cao 315 mét trên mực nước biển.